# チェリーナイツ
『チェリーナイツ』は、小田原ドラゴンによる日本の漫画作品。『週刊ヤングマガジン』（講談社）にて2005年1号から2011年36・37合併号まで連載された。『別冊ヤングマガジン』（同）でも2005年11号から2008年26号まで連載されていた。

## 概要
文通で知り合った2人の童貞青年が、いかに「モテモテになるか」を追求し、それを実践していくのだが、ことごとくナンセンスな方向で展開する。
主に『週刊ヤングマガジン』の巻末で連載していた。2011年に『チェリーナイツ』としての連載が終わり、宇宙を舞台としたスピンオフ作品『ワイルドチェリーナイツ』が同年39号より2012年38号まで連載。その後『チェリーナイツ』の終了から1年半後の世界を描いた『チェリーナイツR（レボリューション）』が2012年41号から2014年9号まで連載された。

## 登場人物
江藤 カオル（えとう カオル）
大阪府岸和田市出身。30歳。童貞。新聞配達のアルバイトをしている。後述する田村とはオカルト雑誌の文通コーナーで「笑福亭鶴光のラジオのファンの人と仲良くなりたい」と投稿し、それがきっかけで知り合う。その後2人で上京。田村の前ではモテモテだったと豪語し、（架空の）恋愛指南や遊び方をレクチャーする。だが実際は、マニュアル本を読破するも、実践までには至っていない。しゃべりは河内弁を話す。髪型はリーゼントだが、これはハゲを隠す意味合いもあり後ろ髪を全て前へ倒し、整髪料で固めているというものである（散髪時はわざわざ大阪に帰省し、河内長野市にある理容店で行なっている）。少年時代はおニャン子クラブFC会員で、白石麻子のファンだった（1987年の解散コンサートも見に行った）。また中山美穂FCの元会員でもあった。田村の前では「元暴走族だった」と威張るが、実際は暴走族にあこがれて特攻服を買って（刺繍は「血情」と入れるつもりが店の手違いで「血尿」となってしまった）ひとりで自転車に乗っていただけ。
「R」ではホームレスとなっている。
田村 一（たむら はじめ）
江藤の友人。18歳。やはり童貞だが、ファッションヘルスの経験はある。弁当工場で日の丸弁当に梅干を乗せるバイトをしている。愚直な性格で、江藤の語る武勇伝や性体験（ただしデッチあげ）に心をときめかせ、「いつか彼のようにモテモテになりたい」と江藤を尊敬する。服装はいつも体操服を着ている。夢はcoco壱番屋でカレーライスにエビフライ6本トッピングしたものを注文し、それを持ち上げ「大漁じゃ〜!」と叫ぶこと（ただし連載中にココイチからエビフライのトッピングメニューが消え、彼の夢は幻となってしまった）。将来なりたいものはファッションヘルスの店長。槇原敬之のファン。
「R」ではブラジャー会社の社長として成功を収めた身となっている。

## 書誌情報

### 単行本
- 小田原ドラゴン『チェリーナイツ』講談社〈ヤンマガKCスペシャル〉、全10巻
  1. 2006年2月3日発売[1]、ISBN 4-06-361419-0
  2. 2007年4月6日発売[6]、ISBN 978-4-06-361547-0
  3. 2008年7月4日発売[7]、ISBN 978-4-06-361698-9
  4. 2009年4月6日発売[8]、ISBN 978-4-06-361767-2
  5. 2009年10月6日発売[9]、ISBN 978-4-06-361826-6
  6. 2010年8月6日発売[10]、ISBN 978-4-06-361923-2
  7. 2010年11月5日発売[11]、ISBN 978-4-06-361960-7
  8. 2011年2月4日発売[12]、ISBN 978-4-06-361995-9
  9. 2011年7月6日発売[13]、ISBN 978-4-06-382049-2
  10. 2011年11月4日発売[14]、ISBN 978-4-06-382096-6
- 小田原ドラゴン『ワイルドチェリーナイツ』講談社〈ヤンマガKCスペシャル〉、全2巻
  1. 2012年4月6日発売[15]、ISBN 978-4-06-382165-9
    - 1巻巻末には作者と元おニャン子クラブのメンバー・渡辺美奈代との対談が収録されている。

  2. 2012年10月5日発売[16]、ISBN 978-4-06-382230-4

『チェリーナイツR』は2021年現在、単行本化されていない。

### 廉価版
- 小田原ドラゴン『チェリーナイツ ドラゴンセレクト』講談社〈講談社プラチナコミックス〉、2010年10月20日発売[17]、ISBN 978-4-06-374728-7 - 表紙は実写ドラマ仕様となっている[17]。
- 小田原ドラゴン『チェリーナイツ ベリーベスト』講談社〈講談社プラチナコミックス〉、2010年11月10日発売[18]、ISBN 978-4-06-374729-4 - 表紙は実写ドラマ仕様となっている[18]。

## テレビドラマ
2010年10月10日から12月12日までBSフジで毎週日曜日深夜26時 - 26時20分（JST）に放送されていた。全8回（各3話・1話完結形式）。
2010年12月19日から同時間帯でリピート放送されている。

### 出演
- 加藤歩（ザブングル） - 江藤カオル
- 澤部佑（ハライチ） - 田村一
- 笑福亭鶴光 （写真と声のみ）
- 梅田彩佳（AKB48） - チンピラに絡まれる女子高生（第12話）
- ミトモ（なでしこ☆Bon2）- アケミ（第7話）
- ホルモン松丸（劇団シリフリ） - ゴスロリ女（第14話）
- 天野（W・Soft） - よし子（第15・16話）
- みっこべー（なでしこ☆Bon2） - さち（第17 - 20話）

他

### エンディングテーマ
- シクラメン 『毎日頑張る貴方へ』

### サブタイトル
| 各回  | 放送日          | 各話   | サブタイトル                   |
| ----- | --------------- | ------ | ------------------------------ |
| 第1回 | 2010年 10月10日 | 第1話  | さすが先輩は歩く恋愛玉手箱です |
| 第1回 | 2010年 10月10日 | 第2話  | 江藤と田村                     |
| 第1回 | 2010年 10月10日 | 第3話  | 田村のビッグな夢               |
| 第2回 | 10月17日        | 第4話  | SEX警報発令中                  |
| 第2回 | 10月17日        | 第5話  | 江藤の携帯電話                 |
| 第2回 | 10月17日        | 第6話  | 田村のエロ話                   |
| 第3回 | 10月24日        | 第7話  | キャバ嬢からの電話             |
| 第3回 | 10月24日        | 第8話  | セックスのない人生             |
| 第3回 | 10月24日        | 第9話  | 禁じられた遊び                 |
| 第4回 | 10月31日        | 第10話 | UFO遭遇の真実                  |
| 第4回 | 10月31日        | 第11話 | 閉ざされた押入れ               |
| 第4回 | 10月31日        | 第12話 | ドキドキしちゃう！             |
| 第5回 | 11月14日        | 第13話 | 江藤のセックス連載             |
| 第5回 | 11月14日        | 第14話 | 2人の嫁                        |
| 第6回 | 11月21日        | 第15話 | よし子（前編）                 |
| 第6回 | 11月21日        | 第16話 | よし子（後編）                 |
| 第7回 | 12月5日         | 第17話 | 隣の女（前編）                 |
| 第7回 | 12月5日         | 第18話 | 隣の女（後編）                 |
| 第7回 | 12月5日         | 第19話 | 路上ファイト                   |
| 第8回 | 12月12日        | 第20話 | 江藤とさち                     |
| 第8回 | 12月12日        | 第21話 | 30の夜                         |

### スタッフ
- 監督：横尾初喜
- プロデューサー：中間恒
- 脚本：前原カズマ(前原一磨)
- 制作：脇聖人、平山聡
- 企画協力：西保雄、桂田剛司、矢野雄一郎、大森慎司、大川内純一、高橋あゆみ
- 撮影：江森太一
- 照明：斎藤卓
- 録音：新妻聡
- ＶＥ：西久保将夫
- 美術：都留啓亮
- メイク：佐々木麻里子
- 衣装：池田友紀
- 撮影助手：阿部隆教
- 照明助手：塙秀彦
- 録音助手：甲斐匡、中村涼
- 編集：邉見和子
- 音響効果：杉山典子
- カラリスト：三宅愛架
- デザイン：岡本優里子
- 宣伝：飯塚尚志、渡邊真二、一木涼
- 制作補佐：若林寛朗、近藤雄亮
- 助監督：戸塚寛人
- 企画制作：ワタナベエンターテインメント
- 制作：Contents League
- 著作：小田原ドラゴン、講談社、Contents League

### DVD
- 「チェリーナイツ1」（2010年12月1日[20]、アニプレックス） - 第1 - 12話収録。

特典映像：小田原ドラゴンｘ加藤歩ｘ澤部佑「男3人（秘）さくらんぼ座談会 前編」、第22話「メールと宇宙の吹きだまり」（未公開）
- 「チェリーナイツ2」（2010年12月1日[20]、アニプレックス） - 第13 - 21話収録。

特典映像：「男3人（秘）さくらんぼ座談会 後編」、第23話「USBメモリーくん」（未公開）

## ムービーコミック
2011年3月20日からBeeマンガにてムービーコミックが全12話が配信された。
キャスト
- 江藤 - 内田大加宏
- 田村 - 松田真一

ほか
主題歌
- GOKIGEN SOUND「カム・カム・ギミ・ギミ」